# Laurent Rossi (automobile)
Pour les articles homonymes, voir Laurent Rossi et Rossi.
Laurent Rossi est un dirigeant au sein du groupe Renault. Il est le directeur général d'Alpine entre 2021 et 2023.

## Formation
Laurent Rossi est diplômé de l’ENSEEIHT (Master mécanique des fluides) et de l’IFP School (Master mécanique moteurs et combustion).

## Carrière
Il commence sa carrière en 2000 au sein du Groupe Renault, à la direction de la mécanique. En 2009, après avoir obtenu un MBA de la Harvard Business School, il est recruté par le Boston Consulting Group où il travaille en tant qu’expert automobile au sein du bureau de New York.
En 2012, il rejoint Google où il prend en charge le développement des relations commerciales avec les grands comptes de l’industrie automobile. Il revient ensuite chez Renault en 2018, d'abord en tant que vice-président de l'organisation stratégique, puis en tant que directeur de la stratégie et du développement commercial du Groupe Renault.

### Alpine (2021-2023)
Le groupe Renault recentre ses programmes sportifs, portés par sa filiale Renault Sport, autour de sa marque renaissante Alpine. Après le départ de Cyril Abiteboul, ancien directeur général de Renault Sport en janvier 2021, Laurent Rossi est nommé directeur général d’Alpine, sous la responsabilité directe de Luca de Meo, directeur général du groupe Renault,.
En juillet 2023, Alpine décide de se séparer de Laurent Rossi. Il se concentrera désormais sur des projets en lien avec la transformation du groupe Renault. Il est remplacé par Philippe Krief, ancien directeur de l'ingénierie et de la performance produit d'Alpine.